# Piraino
 (septembre 2022).
Si vous disposez d'ouvrages ou d'articles de référence ou si vous connaissez des sites web de qualité traitant du thème abordé ici, merci de compléter l'article en donnant les références utiles à sa vérifiabilité et en les liant à la section « Notes et références ».
Piraino est une commune italienne de la province de Messine, dans la région Sicile, en Italie.

## Géographie
Piraino est situé sur une crête qui descend brusquement vers la mer, entre les promontoires de Capo d'Orlando et de Capo Calavà.

## Toponymie
Selon la tradition, le nom Piraino dérive du nom du cyclope qui vivait sur cette colline, Piracmone. Il aurait construit la première colonie dans la région, autour de 827 av. J.-C..

## Histoire
La localité a été fondée par les Arabes au IXe siècle. Elle a appartenu à des familles féodales : Lancia au XIIIe siècle et, au XVe siècle, à Vincenzo Denti et aux Averna, duc de Piraino dès 1656.
Dans les temps anciens, pour sa beauté et pour son climat, Piraino a été défini comme la « perle de la mer Tyrrhénienne ».
En ce qui concerne les sources historiques, la première preuve de l'existence de Piraino doit être placé à l'époque de la domination grecque dans l'île, autour du VIe siècle av. J.-C.
Après la période grecque, Piraino a subi le même sort que le reste de la Sicile : Romains, Barbares, byzantins, musulmans. Au cours de la domination sarrasine, et exactement en 967, l'émir Ahmod a commencé la construction de la tour Sarrasine et les fortifications, tandis que les différentes églises, datant des premiers chrétiens, ont toutes été transformées en mosquées.
Au cours de la domination normande, Piraino a probablement été transformé en simple propriété féodale, sous le contrôle direct de l'État.
Après le mariage d'Henri VI, fils de Frédéric Barberousse, et Constance de Hauteville, fille de Roger II, Piraino est passé sous la domination souabe. L'empereur Frédéric II a accordé la terre en fief à Lancia, marquis de Vasto et Monferrato. Cette concession a été rendue possible par le mariage, en 1246, de Frédéric II lui-même avec Bianca Lancia, fille de Boniface, comte d'Agliano.
Au cours de la décennie qui a connu la lutte entre les Souabes et les Angevins, la famille Lancia a combattu dans la défense de la famille souabe. En conséquence, après l'arrivée au pouvoir des seigneurs d'Anjou, tous les biens ont été confisqués. Ils ne les retrouveront qu'après la guerre des Vêpres, en 1282, à la suite de l'avènement des Aragonais en Sicile, quand Jean d'Aragon, frère du roi Frédéric III et infant d'Aragon, a épousé une fille de Pietro Lancia.
Pendant le règne des Aragonais, Piraino a dû subir les incursions des Arabes. Au cours de l'une des attaques, en 1544, les hommes du pirate arabe Khayr ad-Din Barberousse tue à coups de cimeterre, l'archiprêtre de rite orthodoxe Giovanni Maria Scolarici, qui essayait de s'échapper du pays pour sauver, non seulement lui-même, mais, plus important encore, les reliques sacrées L'événement est commémoré pendant l'été, où il est mis en scène l'arrivée des Sarrasins à Piraino, en costumes d'époque. L'attaque de Barberousse fut assez grave pour causer un manque de prêtres de rite orthodoxe dans la région dont les fidèles sont confiés aux soins des prêtres du rite romain en 1576.
Pendant la période de la domination espagnole sur l'île, et plus particulièrement en 1627, Piraino est passé sous le contrôle de Vincenzo Denti, qui, en 1656, par le privilège du roi Philippe IV d'Espagne, a obtenu le titre de duc. Piraino, alors, d'un simple fief, est devenu un duché. La résidence des Denti était le palais ducal qui subsiste encore aujourd'hui, bien que délabré,sur la façade duquel on peut voir le cadran solaire et les armoiries ducales.
Le 27 septembre 2009, l'église orthodoxe d'Italie a proclamé saints, Giovanni Maria Scolarici (it) et son fils Giuseppe.

## Administration
| Période                                  | Période     | Identité                    | Étiquette     | Qualité |
| ---------------------------------------- | ----------- | --------------------------- | ------------- | ------- |
| Les données manquantes sont à compléter. |             |                             |               |         |
| 1er décembre 1997                        | 28 mai 2002 | Vincenzo Princiotta Cariddi |               |         |
| 28 mai 2002                              | 9 mai 2012  | Giovanni Calogero Campisi   |               |         |
| 9 mai 2012                               | En cours    | Calogera Maniaci Brasone    | Parti civique |         |

### Hameaux
Calanovella, Fiumara, Gliaca, Lacco, Leomandri, Merca, S.Arcangelo, S.Biagio, S.Costantino, S.Ignazio, S.Leonardo, Salinà, Zappardino

### Communes limitrophes
Brolo, Gioiosa Marea, Sant'Angelo di Brolo

## Monuments
La Tour Ciavole (Gliaca Piraino) et la tour sarrasine témoignent du passé local.
Parmi les monuments intéressants se distingue également l'église mère du XVIe siècle. À l'intérieur, dans le sous-sol, reposent quelques moines momifiés. Elle renferme le sanctuaire de sainte Catherine.

## Galerie de photos

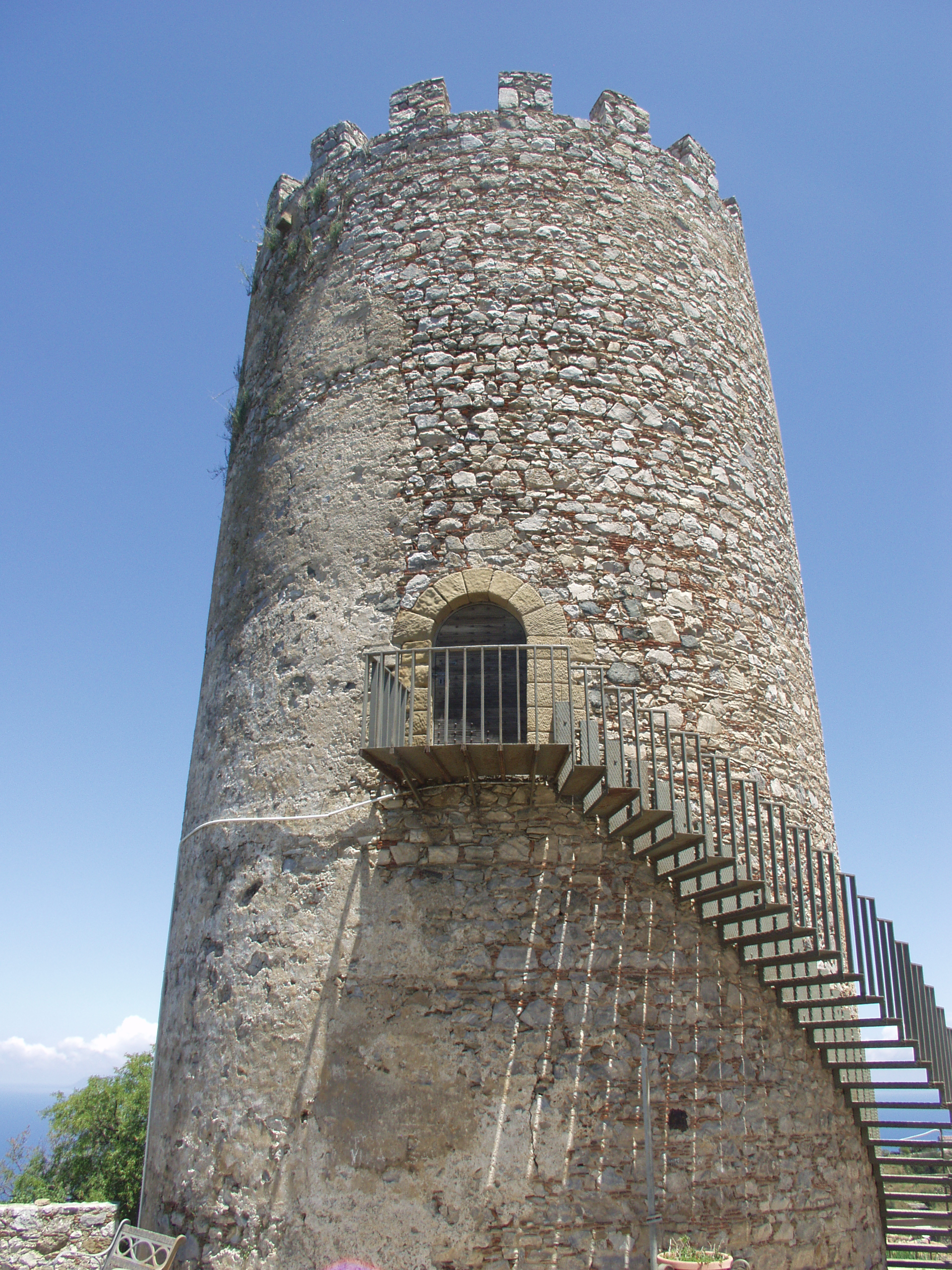
Tour sarrasine.
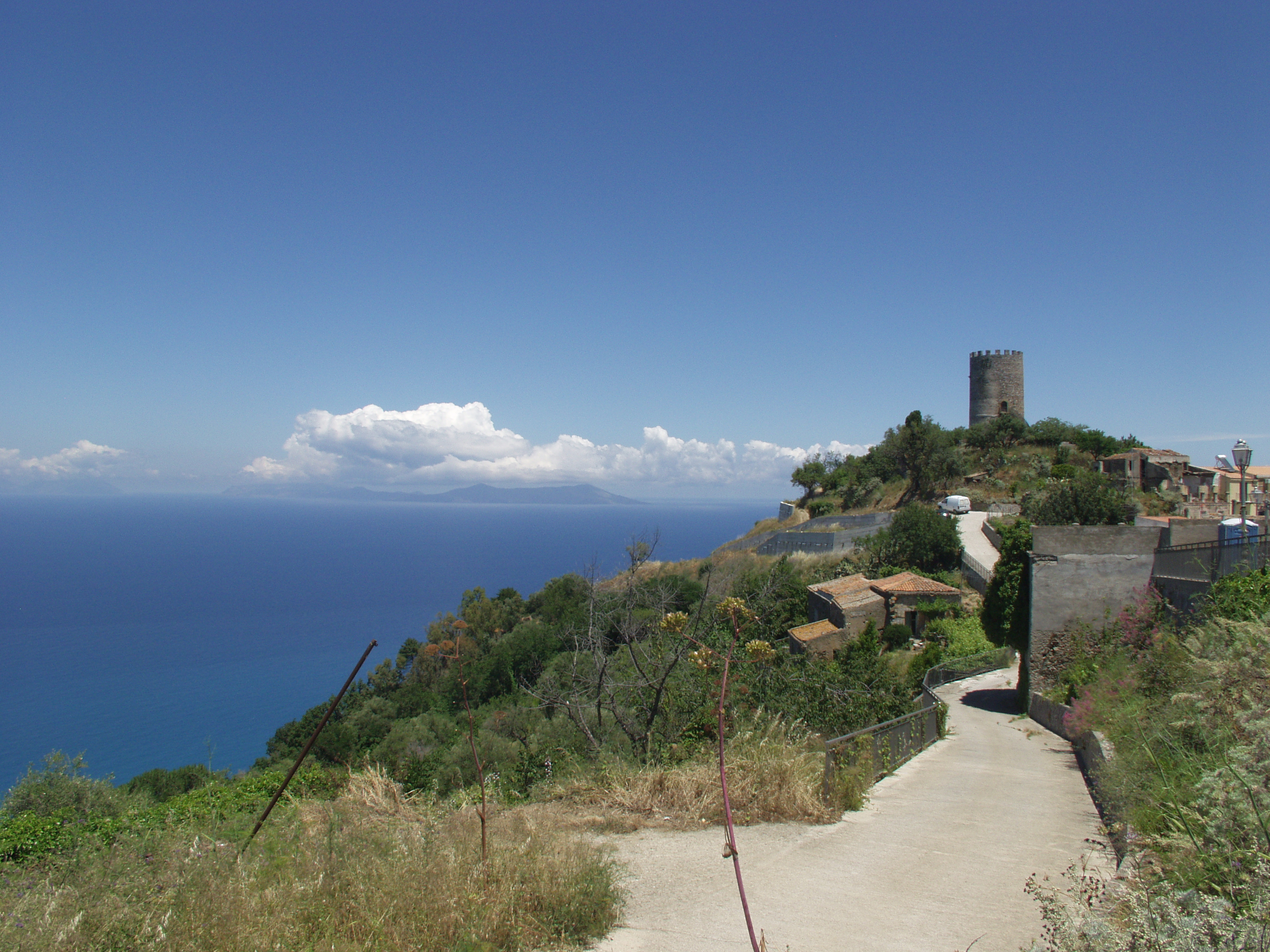
Vue éloignée.